# گغام آلکسانیان
گغام آلکسانیان (ارمنی: Գեղամ Ալեքսանյան؛ زادهٔ ۱۹۶۲) یک نقاش اهل ارمنستان است.

## زندگی‌نامه
در سال ۱۹۶۲ میلادی به دنیا آمد و از آکادمی دولتی هنرهای زیبای ارمنستان فارغ‌التحصیل شد.  آلکسانیان از سال ۲۰۰۴ در ایالات متحده آمریکا فعالیت و زندگی می‌کند.